# Protocetus atavus
Il protoceto (Protocetus atavus) era un cetaceo protocetide, vissuto in Africa ed Asia (area del Mediterraneo) nell'Eocene medio, che poteva raggiungere una lunghezza di 2,5 m.
Protocetus, che visse circa 8 milioni di anni dopo Pakicetus, assomigliava molto di più ai moderni Misticeti, grazie al corpo idrodinamico. Le zampe anteriori erano piatte e simili a pinne, quelle posteriori erano molto ridotte, e, sebbene sporgessero al corpo, erano quasi inutilizzabili per nuotare.
Un paio di lobi orizzontali si erano probabilmente sviluppati sulla coda di Protocetus, a giudicare dalla struttura della colonna vertebrale in questa zona. Il loro movimento dall'alto in basso forniva la forza propulsiva necessaria per far avanzare regolarmente l'animale nell'acqua.
Il cranio di Protocetus era diventato abbastanza lungo, con un muso stretto. I denti erano appuntiti e disposti a zig-zag nella parte frontale delle mascelle. Questi denti trattenevano la preda, mentre i denti posteriori la facevano a pezzi.
Le narici di queste balene avevano cominciato a migrare verso la parte posteriore della testa, allontanandosi dalla posizione che avevano nelle balene primitive, sulla punta del muso. Protocetus aveva anche un buon olfatto, ma la vista rappresentava probabilmente l'organo di senso più importante per la caccia delle prede. Contrariamente a Pakicetus, le sue orecchie erano adattate per sentire sott'acqua, ma è improbabile che avessero già sviluppato il complicato sistema di ecolocalizzazione utilizzato dalle balene attuali.